# ユーリ・ジョルカエフ
ユーリ・ジョルカエフ（Youri Djorkaeff, 1968年3月9日 - ）は、フランス・リヨン出身の元サッカー選手、FIFA財団CEO。選手時代のポジションはFW、MF。父親のジャン・ジョルカエフも元サッカー選手で、フランス代表として1966年のFIFAワールドカップ・イングランド大会に出場、後に監督となりアルメニア代表監督を務めた。

## クラブ経歴
カルムイク系の父とアルメニア系の母の間に生まれる。1984年、フランス2部リーグ・グルノーブルでキャリアをスタート。その後ストラースブールを経て、1990-91シーズンの途中にアーセン・ヴェンゲル監督率いるASモナコに移籍、ここで22歳にして1部デビューを飾った。1990-91年にはクープ・ドゥ・フランスのタイトルを獲得、特に1993-94年には20ゴールで得点王のタイトルを獲得、またチャンピオンズリーグでは準決勝進出にも貢献した。モナコでは通算196試合で67得点を挙げた。
1995-96シーズンにはPSGに移籍、UEFAカップウィナーズカップ獲得に貢献、このシーズンの公式戦46試合で19得点を挙げた。翌1996-97シーズン、インテルのマッシモ・モラッティ会長がそのプレーに惚れ込み、セリエA・インテルに移籍した。1997年1月5日のASローマ戦では、ジャンピングボレーでファンの記憶に残る得点を挙げるなど、移籍初年度から公式戦11ゴールを決める活躍を見せた。しかし、その後、就任した何人かの監督は、ストライカーとして起用するのか、攻撃的MFとして起用するのか、適切な起用法が解らず、1シーズン目程の活躍は出来なかった。1997-98シーズンにはUEFAカップのタイトル獲得に貢献した。1998-99シーズン、ロベルト・バッジョが加入すると出場機会がやや減少したが、それでも公式戦36試合で14得点を挙げた。このシーズンの2月7日、第20節のエンポリ戦でハットトリックを達成、これはインテルに所属したフランス人プレーヤーとしては初めてのハットトリックであった。
その後ドイツ・ブンデスリーガ・カイザースラウテルン、ボルトン・ワンダラーズ、ブラックバーンを経て、レッドブル・ニューヨークで現役を終えた。2006年10月30日、メジャーリーグサッカー・プレーオフにおけるチームの敗退を受け、そのまま引退を表明した。38歳になった彼は怪我により、最後の試合には出場していない。

## 代表経歴
フランス代表ではU-21代表を経て、1993年10月13日イスラエル戦でデビュー、1994年2月16日イタリア代表との親善試合で代表初ゴールを決めた。ワールドカップと欧州選手権にそれぞれ2回ずつ出場。ジネディーヌ・ジダンと共に黄金期のフランス代表の攻撃的中盤を支え、地元で開催された1998年のワールドカップ・フランス大会では大会最多タイとなる3つのアシストを決め、優勝に貢献した。また2000年のUEFA欧州選手権でも優勝に貢献。ワールドカップ・日韓大会では、負傷中のジダンに変わり司令塔を任されるが、初戦にセネガル戦にまさかの黒星を喫すると2戦目からは控えに回されてしまう。終盤の約10分間だけ出場した最終節デンマーク戦にも敗れ、フランスはグループリーグ敗退、それが代表最後の試合となった。フランス代表通算82キャップ28得点。

### 引退後
2014年ブラジルW杯、フランスTV局TF1専属コメンテーター。2019年9月にFIFA財団のCEOに任命される。また彼は、 ザ・ディストリクト・オブ・コロンビア大学にて学士（経営学）を取得し、2019年11月には、UEFA MIP（UEFAが設置するリモージュ大学の修士課程プログラム）を修了したことが公表されている。

## 代表歴

### 出場大会
- フランス代表
  - 1998 FIFAワールドカップ (優勝)
  - 2002 FIFAワールドカップ (グループリーグ敗退)

### 試合数
- 国際Aマッチ 81試合 28得点（1993年-2002年）[9][10]

| フランス代表 | 国際Aマッチ | 国際Aマッチ |
| 年           | 出場        | 得点        |
| ------------ | ----------- | ----------- |
| 1993         | 1           | 0           |
| 1994         | 5           | 3           |
| 1995         | 7           | 5           |
| 1996         | 12          | 5           |
| 1997         | 6           | 3           |
| 1998         | 18          | 3           |
| 1999         | 9           | 3           |
| 2000         | 10          | 4           |
| 2001         | 7           | 2           |
| 2002         | 6           | 0           |
| 通算         | 81          | 28          |

## 獲得タイトル

### クラブ
ASモナコ
- クープ・ドゥ・フランス：1990-91

パリ・サンジェルマンFC
- トロフェ・デ・シャンピオン：1995
- UEFAカップウィナーズカップ：1995-96

インテル・ミラノ
- UEFAカップ：1997-98

### 代表
フランス代表
- FIFAワールドカップ：1998
- UEFA欧州選手権：2000

### 個人タイトル・栄典
- リーグ・アン得点王：1993-94
- UEFA欧州選手権Team of the Tournament：1996
- レジオンドヌール勲章シュヴァリエ：1998